# Aphaenogaster pallescens
Aphaenogaster pallescens är en myrart som beskrevs av Walker 1871. Aphaenogaster pallescens ingår i släktet Aphaenogaster och familjen myror. Inga underarter finns listade i Catalogue of Life.